# John Petschinger
John Christopher Petschinger (* 5. Dezember 1994 in Oberwart) ist ein österreichischer Künstler. Er lebt und arbeitet in Wien und im Burgenland.

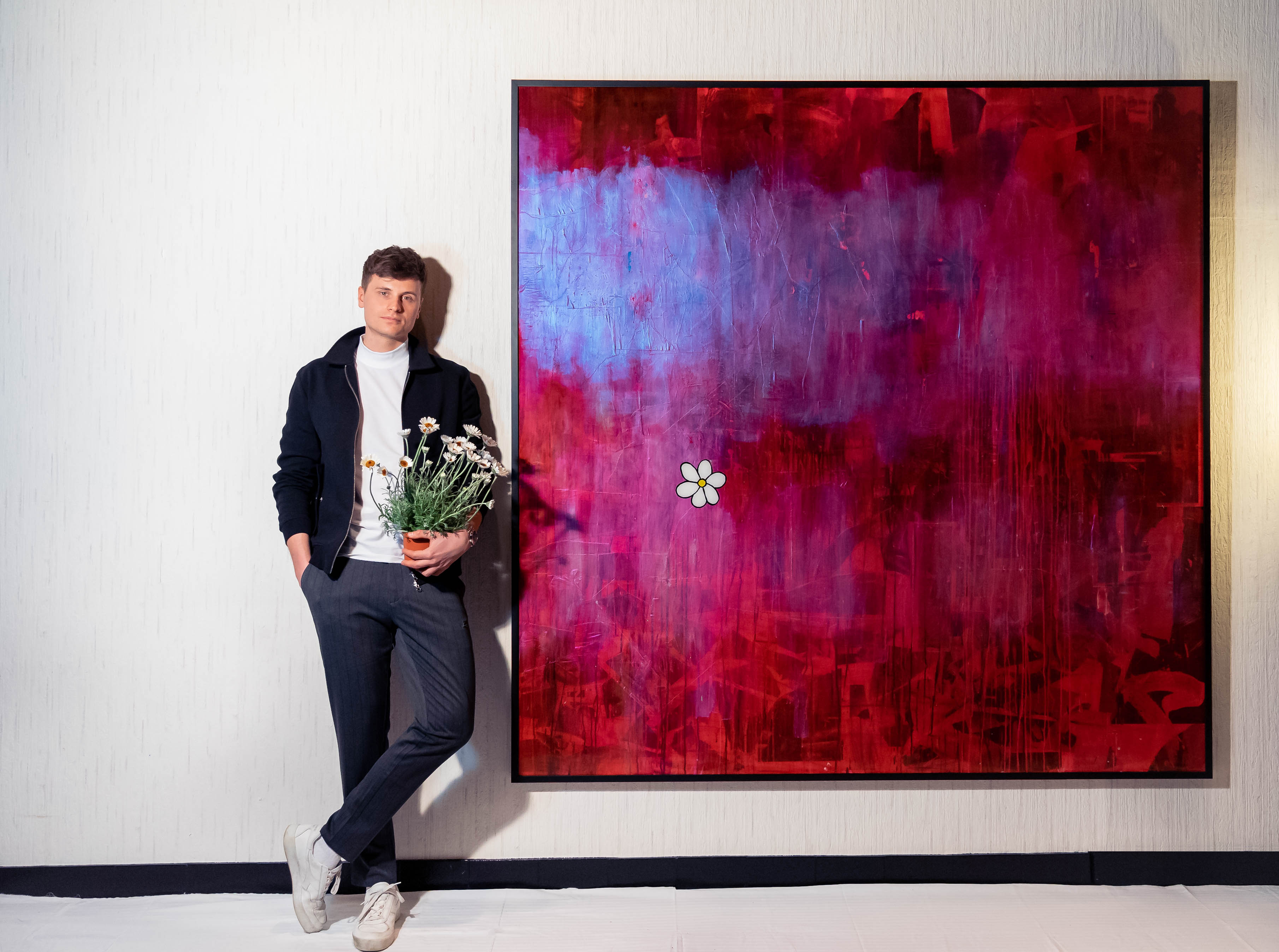
John Petschinger vor einem seiner Gemälde in seinem Atelier in Bad Tatzmannsdorf.

## Leben und Werk
John Petschinger wurde 1994 als Sohn einer Hoteliersfamilie geboren. Im Alter von 6 Jahren kam er zur Schauspielerei und spielte eine Kinderhauptrolle in Robert Schindels Kinofilm Gebürtig.
Sein Werk zeichnet sich durch eine lebendige Farbpalette und ausdrucksstarke Gestaltung aus. Viele seiner Gemälde entstehen auf Metallplatten, die als Bildträger dienen. Darauf bringt er Collagen, Acrylfarben und Harz in mehreren Schichten auf. Diese Technik verstärkt die visuelle Wirkung seiner meist farbintensiven oder monochromen Darstellungen.
Seine Werke befinden sich in privaten und öffentlichen Sammlungen sowie kooperiert er ebenfalls mit Marken wie Porsche. Ebenfalls sind Werke im österreichischen Bundeskanzleramt ausgestellt.

## Stil
Die großformatigen, farbenfrohen Collagen entstehen in Acryl und Öl auf Leinwand oder auf Aluminiumplatten und werden in mehreren Schichten mit Kunstharz übergossen und wiegen bis zu 30 Kilogramm.
Ein starker Pinselstrich und eine gewisse Tiefe ist seinen Bildern zu entnehmen. Durch einige Sujets erkennt man immer wieder Teile aus Mode- oder Finanzzeitschriften. Der Glanz seiner Bilder, welcher sich durch das mehrmalige Gießen und Polieren des Kunstharzes ergibt, übernimmt eine wichtige Rolle in der Präsentation.
In seinen abstrakten Bildern kommt immer wieder eine einzelne Blume vor, welche ungewollt zu seinem Markenzeichen wurde und eine Hommage an seine Mutter ist.
Neben der Malerei arbeitet Petschinger auch mit anderen Medien, insbesondere der Fotografie. Dabei entwickelt er seine künstlerischen Ideen weiter und durchbricht bewusst seinen malerischen Arbeitsprozess.

## Ausstellungen (Auswahl)
- 2021:
  - Bucherer Collection, Wien
- 2022:
  - ⁠Soloshow, "You Are Like A Flower" / Museum Schloss Tabor, Neuhaus am Klausenbach
  - Soloshow, "Flowers for Mum" / Galerie Gerald Hartinger, Vienna
  - Bucherer Collection, Vienna
- 2023:
  - Groupshow, Studio 84 - Galerie Lachenmann, Konstanz
  - Groupshow, Studio 85,  Galerie Lachenmann, Frankfurt

- 2024:
  - ⁠"for some it would be easier to just look at the flowers" - Galerie Gerald Hartinger, Vienna
  - ⁠"FERTILIZED” - Landesgalerie Burgenland, Eisenstadt
- 2025:
  - ⁠"new works", Solo Exhibition, Massoumi Hamburg
  - ⁠NEUE POSITION II, Galerie Monica Ruppert Frankfurt

## Publikationen
- „FERTILIZED some more“, Verlag für moderne Kunst, Wien 2024, ISBN 978-3-99153-123-4